# Лайнегау
Лайнегау (на немски: Leinegau; Lochne-gau) е средновековно гауграфство на горната южна част на река Лайне (Lagiga) в днешна Долна Саксония, Германия. Намира се близо до Гьотинген (Guottinga). За пръв път е споменат през 833 г.
Ели I († сл. 965) от фамилията на Езиконите (по-късно графове на Райнхаузен-Винценбург) е от 942 г. граф в съседния саксонски Хесенгау и от ок. 950 г. също граф в Лайнегау. След смъртта на Ели саксонският Хесенгау и Лайнегау са обединени.
За гауграфството Лайнегау отговаря Курфюрство Майнц.

## Графове в Лайнегау
- Ели I фон Лайнегау († сл. 965), от 942 г. граф в Хесенгау, ок. 950 г. и граф в Лайнегау
- Осдаг, граф в Горен и Долен Лайнегау, баща на Имма[2]
- Херман I (* ок. 925; † пр. 970), син на Ели I, граф в Лайнегау, женен за Имма, дъщеря на граф Осдаг
- Херман II († сл.1046), син на Херман I, граф в Лайнегау
- Ели II (Алверих) фон Райнхаузен (* ок. 1010; † сл. 1030), син на Херман II, граф в Лайнегау и Райнхаузен
- Хайнрих († 1106), граф в Лайнегау, син на Ели II
- Конрад фон Райнхаузен († 1086), граф в Лайнегау, син на Ели II